# Francesco Postiglione
Francesco Postiglione (né le 29 avril 1972 à Naples) est un nageur et un joueur de water-polo italien.
Après avoir sélectionné comme nageur en 1992 à Barcelone, il est médaillé de bronze lors des Jeux olympiques de 1996 et vice-champion du monde en 2003.